# روبوكون
«روبوكون»

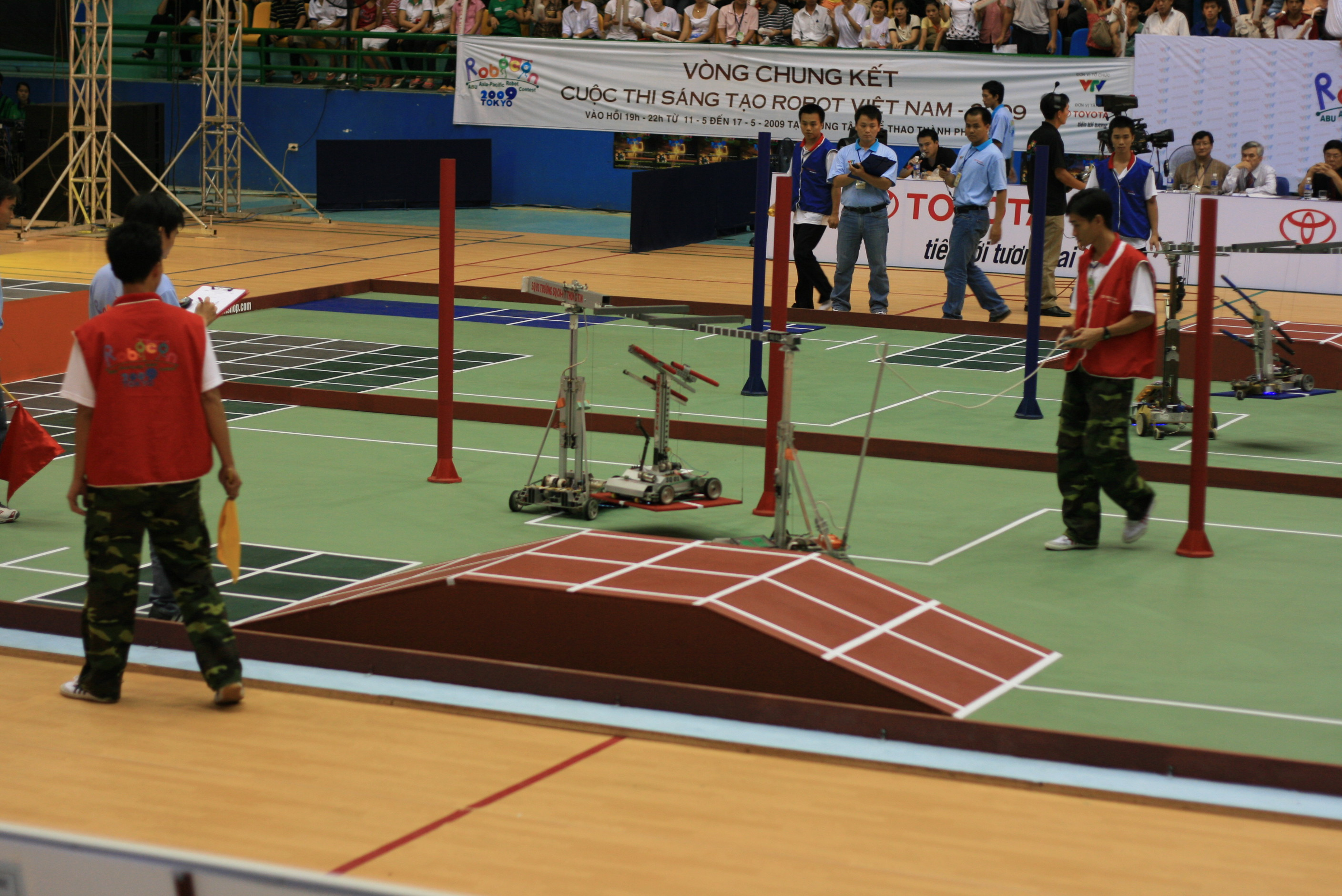
مسابقة الروبوكون الدولية في اليابان عام 2009

«روبوكون» عبارة عن مسابقة دولية سنوية برعاية وضيافة اتحاد إذاعات آسيا والباسيفيك، وقد انطلقت للمرة الأولى عام 2002. وهذه المسابقة خاصة بطلبة الجامعات والكليات والمعاهد التقنية بدول آسيا والباسيفيك بمشاركة مصر.
وتقوم إحدى الدول المشاركة باستضافة المسابقة الدولية على أرضها، وتعقد المسابقة تحت مجموعة من القواعد والقوانين التي تتغير من عام لآخر، حيث تقوم الدولة المضيفة باختيار موضوع المسابقة وشروطها. ويتسابق الطلاب المشاركون مع أقرانهم من الدول الآخرى في بناء روبوت أو أكثر حسب شروط المسابقة، مستخدمين مهاراتهم الإبداعية وقدراتهم التقنية في مسابقة مفتوحة.
و تهدف المسابقة إلى بناء ودعم أواصر الصداقة والتفاهم بين الشباب ذوي الميول المتشابهة الذين ستكون لهم الريادة في هذا المجال التقني في المستقبل، هذا إلى جانب تقديم الدعم والمساعدة للتقنيات المتقدمة في الهندسة والإذاعة.
و يتم إذاعة هذا الحدث في كل بلاد العالم عن طريق عضو «اتحاد إذاعات آسيا والباسيفيك» في كل من البلاد المشاركة.

## موضوع المسابقة
يختلف موضوع المسابقة ونوعية المهمة المطلوبة من المتسابقين من عام إلى آخر، ويستوحى موضوع المهمة المطلوبة من حضارة البلد المقام به المسابقة الدولية، وذلك لإضفاء جو التنوع والإبداع والتعارف بين الحضارات.
وهذا الجدول يبين الموضوعات التي تناولتها المسابقة وشعاراتها حتى الآن:
| السنة | المدينة المستضيفة    | المسابقة                                      | شعار المسابقة |
| ----- | -------------------- | --------------------------------------------- | ------------- |
| 2002  | طوكيو، اليابان       | الوصول لأعلى جبل فوجي                         |               |
| 2003  | بانكوك، تايلاند      | Takraw Space Conqueror                        |               |
| 2004  | سول، كوريا الجنوبية  | التقاء الأحبة المفترقين، Gyeonwoo & Jiknyeo   |               |
| 2005  | بكين، الصين          | تسلق الحائط العالي وإضافة النار المقدسة       |               |
| 2006  | كوالالمبور، ماليزيا  | بناء أطول ابراج الباتروناس التؤام في العالم   |               |
| 2007  | هانوي، فيتنام        | Halong Bay Discovery                          |               |
| 2008  | بونة، الهند          | Govinda                                       |               |
| 2009  | طوكيو، اليابان       | الأنتقال معا من أجل طبول النصر                |               |
| 2010  | القاهرة، مصر         | الفرعون الروبوت لبناء الأهرامات               |               |
| 2011  | بانكوك، تايلاند      | لوي كراثونج، السعادة المضيئة مع الصداقة       |               |
| 2012  | هونغ كونغ، الصين     | بنغ في جات داي (سعيا لتحقيق السلام والازدهار) |               |
| 2013  | دا نانغ، فيتنام      | الكوكب الأخضر                                 |               |
| 2014  | الهند                | تحية للأبوة                                   |               |
| 2015  | يوجياكرتا، أندونيسيا | لعبة كرة الريشة                               |               |
| 2016  | بانكوك، تايلاند      | الطاقة النظيفة تعيد شحن العالم                |               |
| 2017  | طوكيو، اليابان       | أسوبي: قرص الهبوط                             |               |
| 2018  | ننه بنه، فيتنام      |                                               |               |

## كيف تتم المسابقة؟
كل فريق يمثل دولة أو منطقة جغرافية. إذا كان هناك أكثر من فريق لكل دولة أو منطقة، يعقد جهاز الإذاعة والتلفزيون بهذه الدولة مسابقة محلية لاختيار الفريق الأفضل لتمثيلهم. ويجوز للدولة المضيفة المشاركة بفريقين.

## الاشتراك
هذه المسابقة موجهة إلى طلبة الجامعات والكليات والمعاهد التقنية والهندسية، حيث يتكون فريق من أربعة أعضاء (على أن يكون منهم ثلاثة طلاب ومشرف واحد فقط) من الجامعة أو الكلية أو المعهد التقني، ويجب أن يكون أعضاء الفريق كلهم مسجلون بالجامعة أو الكلية وقت المسابقة الدولية.
كما إنه لا يسمح لطلبة الدراسات العليا بالاشتراك بفعاليات المسابقة.
و نفقات السفر والإقامة الخاصة بممثل كل دولة يتحملها اتحاد إذاعات آسيا والباسيفيك، كما يتم منح جوائز للفرق ذات الأداء المتميز.

## متى تعقد؟
تعقد مسابقة روبوكون الدولية في شهر سبتمبر من كل عام. وأستضافت مدينة القاهرة بدولة مصر المسابقة في العام 2010, برعاية اتحاد الإذاعة والتلفزيون المصري بالتعاون مع وزارة التعليم العالي بمصر، بوصفها المضيف والراعي الرسمي للمسابقة هذا العام.
و كما هو متعارف عليه يتبادل أعضاء اتحاد إذاعات آسيا والباسيفيك ومصر استضافة ورعاية هذه المسابقة كل عام.

## النتائج
| السنة | المدينة المستضيفة    | الإذاعة المستضيفة               | المسابقة                                      | جائزة ABU روبوكون                                          | الجائزة الكبري                                             |
| ----- | -------------------- | ------------------------------- | --------------------------------------------- | ---------------------------------------------------------- | ---------------------------------------------------------- |
| 2002  | طوكيو، اليابان       | هيئة الإذاعة اليابانية          | الوصول لأعلى جبل فوجي                         | اليابان معهد كانازاوا التكنولوجي                           | فيتنام جامعة مدينة هوشي منه التكنولوجية                    |
| 2003  | بانكوك، تايلاند      | هيئة الإذاعة التايلاندية        | Takraw Space Conqueror                        | كوريا الجنوبية جامعة شونج نام الوطنية                      | تايلاند كلية ساوناج داندين الصناعية والتعليم المجتمعي      |
| 2004  | سول، كوريا الجنوبية  | النظام الإذاعي الكوري           | التقاء الأحبة المفترقين، Gyeonwoo & Jiknyeo   | منغوليا جامعة العلوم والتكنولوجيا                          | فيتنام جامعة مدينة هو شي منه التكنولوجية                   |
| 2005  | بكين، الصين          | تليفزيون الصين الأوسط           | تسلق الحائط العالي وإضافة النار المقدسة       | مصر المعهد التكنولوجي العالي العاشر من رمضان               | اليابان جامعة طوكيو                                        |
| 2006  | كوالالمبور، ماليزيا  | راديو تليفزيون ماليزيا          | بناء أطول ابراج الباتروناس التؤام في العالم   | ماليزيا جامعة التكنولوجية                                  | فيتنام جامعة مدينة هو شي منه التكنولوجية                   |
| 2007  | هانوي، فيتنام        | تليفزيون فيتنام                 | Halong Bay Discovery                          | إندونيسيا معهد الهندسة الإلكترونية البوليتكنيك في سورابايا | الصين جامعة شيان جياوتونغ                                  |
| 2008  | بونة، الهند          | هيثة الإذاعة الهندية            | Govinda                                       | مصر المعهد التكنولوجي العالي العاشر من رمضان               | الصين جامعة شيان جياوتونغ                                  |
| 2009  | طوكيو، اليابان       | هيئة الإذاعة اليابانية          | الأنتقال معا من أجل طبول النصر                | هونغ كونغ جامعة هونغ كونغ                                  | الصين معهد هاربين التكنولوجي                               |
| 2010  | القاهرة، مصر         | اتحاد الإذاعة والتلفزيون المصري | الفرعون الروبوت لبناء الأهرامات               | فيتنام جامعة لاك هونج                                      | الصين جامعة العلوم الالكترونية والتكنولوجيا                |
| 2011  | بانكوك، تايلاند      | هيئة الإذاعة التايلاندية        | لوي كراثونج، السعادة المضيئة مع الصداقة       | اليابان جامعة طوكيو                                        | تايلاند جامعة زوراكيج الثقافية                             |
| 2012  | هونغ كونغ، الصين     | راديو وتليفزيون هونغ كونغ       | بنغ في جات داي (سعيا لتحقيق السلام والازدهار) | فيتنام جامعة لاك هونج                                      | الصين جامعة العلوم الالكترونية والتكنولوجيا                |
| 2013  | دا نانغ، فيتنام      | تليفزيون فيتنام                 | الكوكب الأخضر                                 | اليابان معهد كانازاوا للتكنولوجيا                          | إندونيسيا معهد الهندسة الإلكترونية البوليتكنيك في سورابايا |
| 2014  | الهند                | هيثة الإذاعة الهندية            | تحية للأبوة                                   |                                                            |                                                            |
| 2015  | يوجياكرتا، أندونيسيا |                                 |                                               |                                                            |                                                            |
| 2016  |                      |                                 |                                               |                                                            |                                                            |
| 2017  |                      |                                 |                                               |                                                            |                                                            |
| 2018  |                      |                                 |                                               |                                                            |                                                            |

## وصلات خارجية
- موقع مسابقة الروبوكون في الهند